# Nicolò Fagioli
Nicolò Fagioli (sinh ngày 12 tháng 2 năm 2001) là một cầu thủ bóng đá chuyên nghiệp người Ý hiện đang thi đấu ở vị trí tiền vệ cho câu lạc bộ ACF Fiorentina tại Serie A dưới dạng cho mượn từ câu lạc bộ Juventus FC  tại Serie A và đội tuyển quốc gia Ý.

## Sự nghiệp câu lạc bộ

### Các đội trẻ
Năm 2015, Fagioli chuyển đến đội bóng trẻ Juventus, chơi mùa giải 2015–16 với đội bóng U17 Juventus. anh sớm được đôn lên đội Primavera (U19 Juventus) trong mùa giải 2017–18, trong đó anh đã ghi 13 bàn sau 25 trận. Năm 2018, Fagioli lọt vào danh sách 60 tài năng xuất sắc nhất thế giới do The Guardian bình chọn.

### Juventus
Fagioli đã có trận ra mắt cho U23 Juventus ở Serie C, đội dự bị của Juventus vào ngày 24 tháng 9 năm 2018, trong trận thua 0–4 trước đối thủ Carrarese, đó là trận đấu duy nhất của anh trong mùa giải 2018–19. Ngày 27 tháng 1 năm 2019, Fagioli lần đầu tiên được gọi vào đội một Juventus trong trận gặp Lazio tại Serie A. Ngày 27 tháng 6 năm 2020, Fagioli giành được Coppa Italia Serie C sau chiến thắng 2–1 trước Ternana trong trận chung kết. Trong mùa giải 2019–20, Fagioli đã chơi năm trận ở Serie C, giúp U23 Juventus lọt vào vòng play-off thăng hạng, nơi anh đã thi đấu một trận với Padova.
Ngày 1 tháng 11, Fagioli ghi bàn thắng đầu tiên cho U23 Juventus trong trận hòa 1–1 trên sân nhà trước Lecco. Fagioli đã kết thúc mùa giải 2020–21 với hai bàn thắng ghi được sau 20 lần ra sân cho đội bóng anh. Ngày 27 tháng 1 năm 2021, Fagioli có trận ra mắt đầu tiên cho đội một Juventus, đá chính trong chiến thắng 4–0 Coppa Italia trước SPAL. Trận đấu ra mắt ở Serie A của Fagioli vào ngày 22 tháng 2 năm 2021, vào sân thay thế Rodrigo Bentancur ở phút thứ 69 trong chiến thắng 3–0 trên sân nhà trước Crotone.
Ngày 31 tháng 8 năm 2021, Fagioli được đội bóng Serie B, Cremonese cho mượn kéo dài một năm. Ngày 12 tháng 9, Fagioli ra mắt cho Cremonese trong chiến thắng 2–0 trước Cittadella. Bảy ngày sau, Fagioli có bàn thắng đầu tiên cho Cremonese trong chiến thắng 2–1 trước Parma. Fagioli đã kết thúc mùa giải với tổng cộng 3 bàn thắng sau 33 lần ra sân và giúp Cremonese thăng hạng Serie A.
Ngày 10 tháng 8 năm 2022, Fagioli đã gia hạn hợp đồng với Juventus cho đến năm 2026. Ngày 14 tháng 9, anh có trận ra mắt tại UEFA Champions League trong trận thua 1–2 trước câu lạc bộ Bồ Đào Nha, Benfica. Fagioli đã ghi bàn thắng đầu tiên cho Juventus ở Serie A trong chiến thắng 1–0 trước Lecce, với một cú cứa lòng ở phút thứ 70 vào ngày 29 tháng 10.

## Sự nghiệp quốc tế
Fagioli đá chính trong hầu hết các trận đấu cho U17 Ý tại Giải bóng đá vô địch U17 châu Âu 2018. Trong trận chung kết gặp U17 Hà Lan, anh vào sân thay người ở phút thứ 55 và có hai pha kiến tạo trong 8 phút tiếp theo để giúp U17 Ý lội ngược dòng dẫn trước 2–1 dù đã bị đối thủ dẫn trước một bàn. Nhưng cuối cùng, U17 Hà Lan đã gỡ hòa và đánh bại U17 Ý trong loạt sút luân lưu.
Với U19 Ý, Fagioli đã tham dự Giải vô địch bóng đá U-19 châu Âu 2019.
Ngày 3 tháng 9 năm 2021, anh ra mắt đội tuyển U21 Ý, vào sân thay người trong trận vòng loại thắng 3–0 trước U21 Luxembourg.
Ngày 16 tháng 11 năm 2022, vài ngày sau khi được huấn luyện viên trưởng Roberto Mancini triệu tập vào đội tuyển bóng đá quốc gia Ý lần đầu tiên, Fagioli có trận ra mắt Azzurri trong trận giao hữu gặp Albania.

## Thống kê sự nghiệp

### Câu lạc bộ
Tính đến ngày 7 tháng 1 năm 2023
| Câu lạc bộ            | Mùa giải            | Giải đấu            | Giải đấu | Giải đấu | Coppa Italia | Coppa Italia | Khác | Khác | Tổng cộng | Tổng cộng |
| Câu lạc bộ            | Mùa giải            | Hạng                | Trận     | Bàn      | Trận         | Bàn          | Trận | Bàn  | Trận      | Bàn       |
| --------------------- | ------------------- | ------------------- | -------- | -------- | ------------ | ------------ | ---- | ---- | --------- | --------- |
| U23 Juventus          | 2018–19             | Serie C             | 1        | 0        | —            | —            | 1    | 0    | 2         | 0         |
| U23 Juventus          | 2019–20             | Serie C             | 5        | 0        | —            | —            | 5    | 0    | 10        | 0         |
| U23 Juventus          | 2020–21             | Serie C             | 19       | 2        | —            | —            | 1    | 0    | 20        | 2         |
| U23 Juventus          | Tổng cộng           | Tổng cộng           | 25       | 2        | 0            | 0            | 7    | 0    | 32        | 2         |
| Juventus              | 2020–21             | Serie A             | 1        | 0        | 1            | 0            | 0    | 0    | 2         | 0         |
| Juventus              | 2022–23             | Serie A             | 9        | 2        | 0            | 0            | 2    | 0    | 11        | 2         |
| Juventus              | Tổng cộng           | Tổng cộng           | 10       | 2        | 1            | 0            | 2    | 0    | 13        | 2         |
| U.S. Cremonese (mượn) | 2021–22             | Serie B             | 33       | 3        | 0            | 0            | 0    | 0    | 33        | 3         |
| Tổng cộng sự nghiệp   | Tổng cộng sự nghiệp | Tổng cộng sự nghiệp | 68       | 7        | 1            | 0            | 9    | 0    | 78        | 7         |

### Đội tuyển quốc gia
Tính đến ngày 16 tháng 11 năm 2022
| Đội tuyển quốc gia | Năm       | Trận | Bàn |
| ------------------ | --------- | ---- | --- |
| Ý                  | 2022      | 1    | 0   |
| Tổng cộng          | Tổng cộng | 1    | 0   |

## Danh hiệu

### U23 Juventus
- Coppa Italia Serie C: 2019–20

### Juventus
- Serie A: 2018–19
- Coppa Italia: 2020–21
- Supercoppa Italia: 2020